# Tercera División A de Chile 2015
La Tercera División A de Chile 2015 o Campeonato Nacional de Tercera División A 2015 fue la 36.º edición de la cuarta categoría del fútbol de Chile, correspondiente a la temporada 2015-2016. Se jugó desde el 30 de mayo hasta el 20 de diciembre de 2015.
Su organización estuvo a cargo de la Asociación Nacional de Fútbol Amateur de Chile (ANFA) y contó con la participación de catorce equipos más Lautaro de Buin, ascendido a través de la Copa Absoluta 2015; esto es, quince equipos en total.
El campeón fue Independiente de Cauquenes, que se adjudicó su primer título de la Tercera División A de Chile.

## Sistema de campeonato
Serán 15 los equipos participantes en Tercera División A. El formato del torneo será de modalidad todos contra todos, jugándose 15 fechas por ronda (2 en total). Los clubes que finalicen 1º y 2º de la tabla, se ganarán su derecho en cancha de participar en la Segunda División Profesional 2016-17. Por otra parte, los clubes que terminen 14º y 15º respectivamente, descenderán directamente a la Tercera División B 2016, y no jugarán promoción, tal como en el año pasado.

### Ascensos y descensos
| Pos. | Descendidos desde la 2° División 2014-15 |
| ---- | ---------------------------------------- |
|      | No hubo                                  |

| Pos. | Ascendidos a la 2° División 2015-16 |
| ---- | ----------------------------------- |
| 1°   | Colchagua CD                        |
| 2°   | Deportes Santa Cruz                 |

| Pos.  | Descendidos a la 3ª División B 2015 |
| ----- | ----------------------------------- |
| Prom. | Enfoque                             |
| Prom. | Pudahuel Barrancas                  |

| Pos.  | Ascendidos a la 3ª División A 2015 |
| ----- | ---------------------------------- |
| 1°    | Real San Joaquín                   |
| 2°    | Chimbarongo FC                     |
| Prom. | Gasparín FC                        |
| Prom. | Juventud Salvador                  |

## Equipos participantes
Actualizado el 7 de diciembre del 2015.
| Equipo                     | Ciudad           | Entrenador           | Estadio Principal          | Capacidad | Marca           | Patrocinador Principal  |
| -------------------------- | ---------------- | -------------------- | -------------------------- | --------- | --------------- | ----------------------- |
| Chimbarongo FC             | Chimbarongo      | Fred Gayoso          | Municipal de Chimbarongo   | 1.500     | Training        | Chimbarongo             |
| Deportes Limache           | Limache          | Mauricio Riffo       | Ángel Navarrete            | 3.000     | Training        | Botillería La Económica |
| Deportes Rengo             | Rengo            | Luis Percy           | Municipal Guillermo Guzmán | 5.000     | Marca propia    | Olivo                   |
| Deportes Vallenar          | Vallenar         | Ramón Climent        | Nelson Rojas               | 6.000     | JCQ             | Tamarugal               |
| Deportivo Estación Central | Estación Central | José Miguel González | Real Aeropuerto]           | 200       | Dalponte        | Tur Bus                 |
| Gasparín FC                | El Bosque        | Gustavo Sepúlveda    | Municipal Lo Blanco        | 1.000     | JF Sports       | Distribuidora Gasparín  |
| General Velásquez          | San Vicente      | Víctor Fuentes       | Municipal de San Vicente   | 2.500     | Andrómeda       | PF                      |
| Independiente              | Cauquenes        | Rubén Martínez       | Manuel Moya Medel          | 4.000     | Masitri         | Viñedos Cancha Alegre   |
| Juventud Salvador          | Lo Espejo        | Manuel Rodríguez     | Cardenal Caro              | 1.000     | Kuden           | Buses Nuñez             |
| Lautaro de Buin            | Buin             | Pablo Galdames       | Lautaro                    | 1.100     | Dalponte        | Casas Buin              |
| Provincial Marga Marga     | Quilpué          | Ricardo González     | Villa Olímpica             | 1.000     | Marca propia    | Bandera de ?            |
| Provincial Talagante       | Talagante        | Patricio Maibee      | Lucas Pacheco Toro         | 2.883     | Ovación         | Santa Marta S.A         |
| Real San Joaquín           | San Joaquín      | Jaime Lizama         | Municipal de Peñalolén     | 3.000     | Kuden           | Carnes Bilbao           |
| Tomás Greig FC             | Rancagua         | John Greig           | Guillermo Saavedra         | 2.000     | Deportes Player | Sinatracch              |
| Unión Casablanca           | Casablanca       | Rodrigo Bendeck      | Arturo Echazarreta         | 1.672     | Training        | La Araucana             |

### Cambios de entrenadores
| Equipo                     | Entrenador |
| -------------------------- | --- |
| Chimbarongo FC             | Gustavo Sepúlveda (1-14) Fred Gayoso (15 - Presente) |
| Independiente de Cauquenes | Sebastián Jara (1-8) Ruben Martínez (9- Presente) |
| Gasparín FC                | Francisco Quiroz (1-16) Gustavo Sepúlveda (17 - presente) |
| Deportes Vallenar          | Wilson Contreras (1-6) Ramón Climent (7 - Presente) |
| Unión Casablanca           | Mauricio Benavidez (1 - 26) Rodrigo Bendeck (27 - Presente) |
| Deportes Rengo             | Fred Gayoso (1-8) Jaime Nova (9 - 19) Luis Percy (20 - Presente) |
| Lautaro de Buin            | Diego Martínez (1-11) Fabián Bravo (12 - 26) Pablo Galdames (27 - Presente)                                                                                                   |
| General Velásquez          | Luis Abarca (1) Silvio Fernández (2 - 16) Juan Carreño (17 - ¿?) Gastón Michell (¿? - 21) Víctor Fuentes (22 - Presente)                                                      |
| Provincial Marga Marga     | Augusto Medina (1-2) Manuel Guajardo (3 - 5) Jean Duprey (6-8) Mariano Carrasco (9 - 12) Rodrigo Bendeck (13 - 20) Fabián Castillo (21 - 25) Ricardo González (26 - Presente) |

- Los clubes que tendrán entrenadores interinos, será solamente hasta que se anuncie un nuevo entrenador, que reemplace a un entrenador renunciado o despedido de su cargo.

## Equipos por región
Actualizado al 30 de mayo del 2015.
| Región               | N.º | Equipos |
| -------------------- | --- | --- |
| Región Metropolitana | 6   | Deportivo Estación Central, Gasparín FC, Juventud Salvador, Lautaro de Buin, Provincial Talagante, Real San Joaquín. |
| Región de O'Higgins  | 4   | Chimbarongo FC, Deportes Rengo, General Velásquez, Tomás Greig FC.                                                   |
| Región de Valparaíso | 3   | Provincial Marga Marga, Deportes Limache, Unión Casablanca.                                                          |
| Región de Atacama    | 1   | Deportes Vallenar |
| Región del Maule     | 1   | Independiente |

## Tabla de posiciones
Fecha de actualización: 20 de diciembre de 2015
| Pos. | Equipos                    | PTS | PJ | PG | PE | PP | GF | GC  | DIF |
| ---- | -------------------------- | --- | -- | -- | -- | -- | -- | --- | --- |
| 1°   | Independiente              | 63  | 28 | 20 | 3  | 5  | 67 | 33  | +34 |
| 2°   | Deportes Vallenar          | 58  | 28 | 18 | 4  | 6  | 57 | 30  | +27 |
| 3°   | Tomás Greig FC             | 57  | 28 | 18 | 3  | 7  | 76 | 48  | +28 |
| 4°   | Real San Joaquín           | 56  | 28 | 16 | 6  | 6  | 64 | 36  | +28 |
| 5°   | Deportes Rengo             | 49  | 28 | 12 | 10 | 6  | 52 | 35  | +17 |
| 6°   | Lautaro de Buin            | 47  | 28 | 14 | 5  | 9  | 52 | 33  | +19 |
| 7°   | Deportivo Estación Central | 43  | 28 | 12 | 7  | 9  | 50 | 37  | +13 |
| 8°   | Gasparín FC                | 43  | 28 | 13 | 4  | 11 | 54 | 49  | +5  |
| 9°   | General Velásquez          | 42  | 28 | 11 | 9  | 8  | 41 | 35  | +6  |
| 10°  | Chimbarongo FC             | 37  | 28 | 10 | 7  | 11 | 45 | 51  | -6  |
| 11°  | Juventud Salvador          | 28  | 28 | 8  | 4  | 16 | 36 | 47  | -11 |
| 12°  | Provincial Talagante       | 26  | 28 | 7  | 5  | 16 | 26 | 46  | -20 |
| 13°  | Deportes Limache           | 22  | 28 | 4  | 10 | 14 | 27 | 52  | -25 |
| 14°  | Unión Casablanca           | 16  | 28 | 4  | 4  | 20 | 29 | 67  | -38 |
| 15°  | Provincial Marga Marga     | 5   | 28 | 0  | 5  | 23 | 26 | 103 | -77 |

     Campeón. Asciende de manera deportiva a la Segunda División Profesional 2016-17.

     Subcampeón. Asciende de manera deportiva a la Segunda División Profesional 2016-17.

     Zona de descenso. Los clubes que finalicen en esta zona descienden automáticamente a Tercera División B 2016.

## Evolución de la tabla de posiciones
| Equipo                     | 01 | 02 | 03 | 04 | 05 | 06 | 07 | 08 | 09 | 10 | 11 | 12 | 13 | 14 | 15 | 16 | 17 | 18 | 19 | 20 | 21 | 22 | 23 | 24 | 25 | 26 | 27 | 28 | 29 | 30 |
| -------------------------- | -- | -- | -- | -- | -- | -- | -- | -- | -- | -- | -- | -- | -- | -- | -- | -- | -- | -- | -- | -- | -- | -- | -- | -- | -- | -- | -- | -- | -- | -- |
| Independiente              | 4  | 8  | 5  | 5  | 2  | 2  | 2  | 2  | 4  | 5  | 1  | 1  | 1  | 1  | 1  | 1  | 1  | 1  | 1  | 1  | 1  | 1  | 1  | 1  | 1  | 1  | 1  | 1  | 1  | 1  |
| Deportes Vallenar          | 13 | 13 | 9  | 10 | 7  | 7  | 7  | 5  | 3  | 2  | 2  | 3  | 2  | 2  | 4  | 3  | 3  | 3  | 2  | 2  | 3  | 4  | 2  | 3  | 3  | 3  | 2  | 2  | 2  | 2  |
| Tomás Greig FC             | 5  | 6  | 8  | 11 | 8  | 13 | 13 | 11 | 8  | 11 | 9  | 10 | 10 | 9  | 7  | 7  | 4  | 5  | 5  | 4  | 4  | 2  | 3  | 2  | 2  | 2  | 3  | 3  | 3  | 3  |
| Real San Joaquín           | 2  | 2  | 6  | 3  | 1  | 1  | 1  | 1  | 1  | 3  | 5  | 4  | 4  | 3  | 2  | 2  | 2  | 2  | 3  | 3  | 2  | 3  | 4  | 4  | 4  | 4  | 5  | 4  | 4  | 4  |
| Deportes Rengo             | 1  | 1  | 1  | 2  | 5  | 3  | 3  | 3  | 4  | 4  | 3  | 2  | 3  | 4  | 5  | 5  | 6  | 7  | 8  | 8  | 8  | 8  | 6  | 6  | 6  | 5  | 4  | 5  | 5  | 5  |
| Lautaro de Buin            | 3  | 7  | 7  | 9  | 6  | 4  | 4  | 6  | 6  | 9  | 10 | 9  | 6  | 7  | 6  | 6  | 7  | 4  | 4  | 7  | 7  | 7  | 8  | 7  | 7  | 7  | 7  | 7  | 6  | 6  |
| Deportivo Estación Central | 6  | 3  | 3  | 1  | 3  | 5  | 5  | 4  | 2  | 1  | 4  | 5  | 5  | 5  | 3  | 4  | 5  | 6  | 6  | 5  | 6  | 5  | 5  | 5  | 5  | 6  | 6  | 6  | 7  | 7  |
| Gasparín FC                | 10 | 10 | 10 | 7  | 10 | 8  | 9  | 10 | 12 | 7  | 8  | 7  | 9  | 6  | 9  | 9  | 10 | 10 | 10 | 10 | 10 | 10 | 10 | 10 | 9  | 9  | 9  | 9  | 9  | 8  |
| General Velásquez          | 8  | 4  | 2  | 4  | 4  | 6  | 6  | 7  | 7  | 6  | 6  | 6  | 7  | 8  | 8  | 8  | 8  | 8  | 7  | 6  | 5  | 6  | 7  | 8  | 8  | 8  | 8  | 8  | 8  | 9  |
| Chimbarongo FC             | 10 | 9  | 12 | 12 | 11 | 9  | 10 | 9  | 9  | 8  | 7  | 8  | 8  | 10 | 10 | 10 | 9  | 9  | 9  | 9  | 9  | 9  | 9  | 9  | 10 | 10 | 10 | 10 | 10 | 10 |
| Juventud Salvador          | 9  | 5  | 4  | 6  | 9  | 7  | 8  | 8  | 10 | 12 | 13 | 13 | 12 | 12 | 13 | 11 | 11 | 11 | 11 | 11 | 11 | 12 | 12 | 12 | 12 | 11 | 12 | 11 | 11 | 11 |
| Provincial Talagante       | 11 | 11 | 11 | 8  | 12 | 10 | 11 | 13 | 11 | 10 | 12 | 11 | 11 | 11 | 11 | 13 | 13 | 12 | 12 | 12 | 12 | 11 | 11 | 11 | 11 | 12 | 11 | 12 | 12 | 12 |
| Deportes Limache           | 7  | 12 | 13 | 13 | 13 | 12 | 12 | 12 | 13 | 13 | 11 | 12 | 13 | 13 | 12 | 12 | 12 | 13 | 13 | 13 | 13 | 13 | 13 | 13 | 13 | 13 | 13 | 13 | 13 | 13 |
| Unión Casablanca           | 14 | 14 | 14 | 14 | 14 | 15 | 14 | 14 | 14 | 14 | 14 | 14 | 14 | 14 | 14 | 14 | 14 | 14 | 14 | 14 | 14 | 14 | 14 | 14 | 14 | 14 | 14 | 14 | 14 | 14 |
| Provincial Marga Marga     | 15 | 15 | 15 | 15 | 15 | 14 | 15 | 15 | 15 | 15 | 15 | 15 | 15 | 15 | 15 | 15 | 15 | 15 | 15 | 15 | 15 | 15 | 15 | 15 | 15 | 15 | 15 | 15 | 15 | 15 |

## Resultados

### Primera Rueda
| Fecha 1               | Fecha 1                    | Fecha 1   | Fecha 1                | Fecha 1 | Fecha 1                                 | Fecha 1    | Fecha 1 | Fecha 1 | Fecha 1 | Fecha 1 | Fecha 1 |
|                       | Local                      | Resultado | Visitante              |         | Estadio                                 | Fecha      | Hora    |         |         |         |         |
| --------------------- | -------------------------- | --------- | ---------------------- | ------- | --------------------------------------- | ---------- | ------- | ------- | ------- | ------- | ------- |
|                       | Lautaro de Buin            | 13 - 0    | Provincial Marga Marga |         | Municipal de Buin                       | 30 de mayo | 14:00   |         |         |         |         |
|                       | Unión Casablanca           | 0 - 3     | Deportes Rengo         |         | Municipal Arturo Echazarreta            | 30 de mayo | 16:00   |         |         |         |         |
|                       | Independiente              | 2 - 0     | Deportes Vallenar      |         | Miguel Alarcón                          | 30 de mayo | 16:30   |         |         |         |         |
|                       | Deportivo Estación Central | 2 - 2     | Deportes Limache       |         | Real Aeropuerto                         | 30 de mayo | 20:00   |         |         |         |         |
|                       | General Velásquez          | 1 - 1     | Juventud Salvador      |         | Municipal de San Vicente de Tagua Tagua | 30 de mayo | 20:30   |         |         |         |         |
|                       | Tomás Greig FC             | 2 - 1     | Gasparín FC            |         | Municipal Guillermo Saavedra            | 31 de mayo | 17:00   |         |         |         |         |
|                       | Real San Joaquín           | 2 - 1     | Provincial Talagante   |         | Municipal de Peñalolén                  | 31 de mayo | 18:00   |         |         |         |         |
| Libre: Chimbarongo FC |                            |           |                        |         |                                         |            |         |         |         |         |         |

| Fecha 2                  | Fecha 2                | Fecha 2   | Fecha 2                    | Fecha 2 | Fecha 2                      | Fecha 2    | Fecha 2 | Fecha 2 | Fecha 2 | Fecha 2 | Fecha 2 |
|                          | Local                  | Resultado | Visitante                  |         | Estadio                      | Fecha      | Hora    |         |         |         |         |
| ------------------------ | ---------------------- | --------- | -------------------------- | ------- | ---------------------------- | ---------- | ------- | ------- | ------- | ------- | ------- |
|                          | Lautaro de Buin        | 1 - 2     | General Velásquez          |         | Municipal de Buin            | 6 de junio | 12:00   |         |         |         |         |
|                          | Provincial Marga Marga | 2 - 3     | Chimbarongo FC             |         | Municipal Villa Olímpica     | 6 de junio | 14:00   |         |         |         |         |
|                          | Juventud Salvador      | 1 - 0     | Real San Joaquín           |         | Cardenal Caro                | 6 de junio | 15:15   |         |         |         |         |
|                          | Deportes Limache       | 2 - 2     | Tomás Greig FC             |         | Ángel Navarrete Candia       | 6 de junio | 19:30   |         |         |         |         |
|                          | Deportes Rengo         | 0 - 2     | Deportivo Estación Central |         | Municipal Guillermo Guzmán   | 6 de junio | 20:00   |         |         |         |         |
|                          | Provincial Talagante   | 1 - 0     | Unión Casablanca           |         | Municipal Lucas Pacheco Toro | 7 de junio | 16:00   |         |         |         |         |
|                          | Gasparín FC            | 3 - 2     | Independiente              |         | Municipal Lo Blanco          | 7 de junio | 16:30   |         |         |         |         |
| Libre: Deportes Vallenar |                        |           |                            |         |                              |            |         |         |         |         |         |

| Fecha 3            | Fecha 3                    | Fecha 3   | Fecha 3                | Fecha 3 | Fecha 3                                 | Fecha 3     | Fecha 3 | Fecha 3 | Fecha 3 | Fecha 3 | Fecha 3 |
|                    | Local                      | Resultado | Visitante              |         | Estadio                                 | Fecha       | Hora    |         |         |         |         |
| ------------------ | -------------------------- | --------- | ---------------------- | ------- | --------------------------------------- | ----------- | ------- | ------- | ------- | ------- | ------- |
|                    | Chimbarongo FC             | 1 - 4     | Deportes Vallenar      |         | Municipal de Chimbarongo                | 13 de junio | 16:00   |         |         |         |         |
|                    | Tomás Greig FC             | 1 - 3     | Deportes Rengo         |         | Municipal Guillermo Saavedra            | 13 de junio | 16:30   |         |         |         |         |
|                    | Independiente              | 2 - 1     | Deportes Limache       |         | Miguel Alarcón                          | 13 de junio | 16:30   |         |         |         |         |
|                    | Unión Casablanca           | 1 - 2     | Juventud Salvador      |         | Municipal Arturo Echazarreta            | 13 de junio | 19:00   |         |         |         |         |
|                    | Deportivo Estación Central | 1 - 0     | Provincial Talagante   |         | Real Aeropuerto                         | 13 de junio | 20:00   |         |         |         |         |
|                    | General Velásquez          | 4 - 1     | Provincial Marga Marga |         | Municipal de San Vicente de Tagua Tagua | 14 de junio | 16:30   |         |         |         |         |
|                    | Real San Joaquín           | 1 - 1     | Lautaro de Buin        |         | Municipal de Peñalolén                  | 14 de junio | 18:15   |         |         |         |         |
| Libre: Gasparín FC |                            |           |                        |         |                                         |             |         |         |         |         |         |

| Fecha 4                 | Fecha 4                | Fecha 4   | Fecha 4                    | Fecha 4 | Fecha 4                                 | Fecha 4     | Fecha 4 | Fecha 4 | Fecha 4 | Fecha 4 | Fecha 4 |
|                         | Local                  | Resultado | Visitante                  |         | Estadio                                 | Fecha       | Hora    |         |         |         |         |
| ----------------------- | ---------------------- | --------- | -------------------------- | ------- | --------------------------------------- | ----------- | ------- | ------- | ------- | ------- | ------- |
|                         | Provincial Marga Marga | 2 - 2     | Deportes Vallenar          |         | Municipal Villa Olímpica                | 20 de junio | 16:00   |         |         |         |         |
|                         | Lautaro de Buin        | 0 - 0     | Unión Casablanca           |         | Municipal de Peñalolén                  | 20 de junio | 16:00   |         |         |         |         |
|                         | Deportes Rengo         | 1 - 1     | Independiente              |         | Municipal Guillermo Guzmán              | 20 de junio | 18:00   |         |         |         |         |
|                         | Provincial Talagante   | 3 - 1     | Tomás Greig FC             |         | Municipal Lucas Pacheco Toro            | 21 de junio | 16:00   |         |         |         |         |
|                         | Juventud Salvador      | 0 - 3     | Deportivo Estación Central |         | Cardenal Caro                           | 21 de junio | 16:00   |         |         |         |         |
|                         | General Velásquez      | 1 - 2     | Real San Joaquín           |         | Municipal de San Vicente de Tagua Tagua | 21 de junio | 16:30   |         |         |         |         |
|                         | Gasparín FC            | 3 - 2     | Chimbarongo FC             |         | Municipal Lo Blanco                     | 21 de junio | 16:30   |         |         |         |         |
| Libre: Deportes Limache |                        |           |                            |         |                                         |             |         |         |         |         |         |

| Fecha 5 | Fecha 5                    | Fecha 5   | Fecha 5                | Fecha 5 | Fecha 5                      | Fecha 5     | Fecha 5 | Fecha 5 | Fecha 5 | Fecha 5 | Fecha 5 |
| | Local                      | Resultado | Visitante              |         | Estadio                      | Fecha       | Hora    |         |         |         |         |
| --- | -------------------------- | --------- | ---------------------- | ------- | ---------------------------- | ----------- | ------- | ------- | ------- | ------- | ------- |
| | Chimbarongo FC             | 3 - 1     | Deportes Limache       |         | Municipal de Chimbarongo     | 27 de junio | 16:15   |         |         |         |         |
| | Deportes Vallenar          | 2 - 1     | Gasparín FC            |         | Municipal de Vallenar        | 27 de junio | 17:00   |         |         |         |         |
| | Deportivo Estación Central | 0 - 1     | Lautaro de Buin        |         | Real Aeropuerto              | 27 de junio | 20:00   |         |         |         |         |
| | Independiente              | 4 - 1     | Provincial Talagante   |         | Fiscal Manuel Moya           | 28 de junio | 12:00   |         |         |         |         |
| | Real San Joaquín           | 3 - 2     | Provincial Marga Marga |         | Municipal de Peñalolén       | 28 de junio | 16:30   |         |         |         |         |
| | Tomás Greig FC             | 0 - 1 *   | Juventud Salvador      |         | Municipal Guillermo Saavedra | 28 de junio | 18:00   |         |         |         |         |
| | Unión Casablanca           | 0 - 1     | General Velásquez      |         | Municipal Arturo Echazarreta | 29 de junio | 12:00   |         |         |         |         |
| Libre: Deportes Rengo |                            |           |                        |         |                              |             |         |         |         |         |         |
| *Originalmente, Tomás Greig FC venció por 3-0 a Juventud Salvador, pero tras la sanción de la ANFA, se le dio los tres puntos a estos últimos, terminando el encuentro con marcador 0-1. |                            |           |                        |         |                              |             |         |         |         |         |         |

| Fecha 6                     | Fecha 6                | Fecha 6   | Fecha 6                    | Fecha 6 | Fecha 6                                 | Fecha 6     | Fecha 6 | Fecha 6 | Fecha 6 | Fecha 6 | Fecha 6 |
|                             | Local                  | Resultado | Visitante                  |         | Estadio                                 | Fecha       | Hora    |         |         |         |         |
| --------------------------- | ---------------------- | --------- | -------------------------- | ------- | --------------------------------------- | ----------- | ------- | ------- | ------- | ------- | ------- |
|                             | Deportes Rengo         | 3 - 0     | Chimbarongo FC             |         | Municipal Guillermo Guzmán              | 3 de julio  | 20:00   |         |         |         |         |
|                             | Lautaro de Buin        | 2 - 1     | Tomás Greig FC             |         | Municipal de Buin                       | 4 de julio  | 12:00   |         |         |         |         |
|                             | Deportes Limache       | 2 - 1     | Deportes Vallenar          |         | Ángel Navarrete Candia                  | 4 de julio  | 12:00   |         |         |         |         |
|                             | Provincial Marga Marga | 2 - 2     | Gasparín FC                |         | Municipal Villa Olímpica                | 4 de julio  | 15:00   |         |         |         |         |
|                             | Real San Joaquín       | 5 - 1     | Unión Casablanca           |         | Municipal de Peñalolén                  | 5 de julio  | 17:00   |         |         |         |         |
|                             | Juventud Salvador      | 0 - 1     | Independiente              |         | Cardenal Caro                           | 5 de julio  | 19:30   |         |         |         |         |
|                             | General Velásquez      | 4 - 0     | Deportivo Estación Central |         | Municipal de San Vicente de Tagua Tagua | 22 de julio | 18:00   |         |         |         |         |
| Libre: Provincial Talagante |                        |           |                            |         |                                         |             |         |         |         |         |         |

| Fecha 7                  | Fecha 7                    | Fecha 7   | Fecha 7                | Fecha 7 | Fecha 7                      | Fecha 7      | Fecha 7 | Fecha 7 | Fecha 7 | Fecha 7 | Fecha 7 |
|                          | Local                      | Resultado | Visitante              |         | Estadio                      | Fecha        | Hora    |         |         |         |         |
| ------------------------ | -------------------------- | --------- | ---------------------- | ------- | ---------------------------- | ------------ | ------- | ------- | ------- | ------- | ------- |
|                          | Deportes Vallenar          | 2 - 0     | Deportes Rengo         |         | Municipal de Vallenar        | 11 de julio  | 18:00   |         |         |         |         |
|                          | Unión Casablanca           | 4 - 1     | Provincial Marga Marga |         | Municipal Arturo Echazarreta | 11 de julio  | 19:00   |         |         |         |         |
|                          | Deportivo Estación Central | 2 - 3     | Real San Joaquín       |         | Real Aeropuerto              | 11 de julio  | 20:00   |         |         |         |         |
|                          | Gasparín FC                | 5 - 0     | Deportes Limache       |         | Municipal Lo Blanco          | 22 de julio  | 11:00   |         |         |         |         |
|                          | Chimbarongo FC             | 2 - 1     | Provincial Talagante   |         | Municipal de Chimbarongo     | 22 de julio  | 16:00   |         |         |         |         |
|                          | Tomás Greig FC             | 2 - 3     | General Velásquez      |         | Municipal Guillermo Saavedra | 29 de julio  | 12:00   |         |         |         |         |
|                          | Independiente              | 4 - 3     | Lautaro de Buin        |         | Fiscal Manuel Moya           | 26 de agosto | 17:30   |         |         |         |         |
| Libre: Juventud Salvador |                            |           |                        |         |                              |              |         |         |         |         |         |

| Fecha 8                | Fecha 8                | Fecha 8   | Fecha 8                    | Fecha 8 | Fecha 8                                 | Fecha 8     | Fecha 8 | Fecha 8 | Fecha 8 | Fecha 8 | Fecha 8 |
|                        | Local                  | Resultado | Visitante                  |         | Estadio                                 | Fecha       | Hora    |         |         |         |         |
| ---------------------- | ---------------------- | --------- | -------------------------- | ------- | --------------------------------------- | ----------- | ------- | ------- | ------- | ------- | ------- |
|                        | Unión Casablanca       | 0 - 2     | Deportivo Estación Central |         | Municipal Arturo Echazarreta            | 15 de julio | 19:00   |         |         |         |         |
|                        | Juventud Salvador      | 0 - 3     | Chimbarongo FC             |         | Cardenal Caro                           | 16 de julio | 12:00   |         |         |         |         |
|                        | Provincial Marga Marga | 1 - 1     | Deportes Limache           |         | Municipal Villa Olímpica                | 16 de julio | 13:00   |         |         |         |         |
|                        | Deportes Rengo         | 3 - 3     | Gasparín FC                |         | Guillermo Guzmán                        | 16 de julio | 15:30   |         |         |         |         |
|                        | Provincial Talagante   | 0 - 2     | Deportes Vallenar          |         | Municipal Lucas Pacheco                 | 16 de julio | 16:00   |         |         |         |         |
|                        | Real San Joaquín       | 2 - 4     | Tomás Greig FC             |         | Municipal de Peñalolén                  | 16 de julio | 17:00   |         |         |         |         |
|                        | General Velásquez      | 2 - 2     | Independiente              |         | Municipal de San Vicente de Tagua Tagua | 16 de julio | 17:00   |         |         |         |         |
| Libre: Lautaro de Buin |                        |           |                            |         |                                         |             |         |         |         |         |         |

| Fecha 9                  | Fecha 9                    | Fecha 9   | Fecha 9                | Fecha 9 | Fecha 9                      | Fecha 9     | Fecha 9 | Fecha 9 | Fecha 9 | Fecha 9 | Fecha 9 |
|                          | Local                      | Resultado | Visitante              |         | Estadio                      | Fecha       | Hora    |         |         |         |         |
| ------------------------ | -------------------------- | --------- | ---------------------- | ------- | ---------------------------- | ----------- | ------- | ------- | ------- | ------- | ------- |
|                          | Tomás Greig FC             | 4 - 1     | Unión Casablanca       |         | Municipal Guillermo Saavedra | 18 de julio | 18:00   |         |         |         |         |
|                          | Deportes Limache           | 2 - 2     | Deportes Rengo         |         | Ángel Navarrete Candia       | 18 de julio | 18:00   |         |         |         |         |
|                          | Deportivo Estación Central | 4 - 1     | Provincial Marga Marga |         | Real Aeropuerto              | 18 de julio | 20:00   |         |         |         |         |
|                          | Chimbarongo FC             | 0 - 0     | Lautaro de Buin        |         | Municipal de Chimbarongo     | 19 de julio | 12:00   |         |         |         |         |
|                          | Gasparín FC                | 1 - 3     | Provincial Talagante   |         | Municipal Lo Blanco          | 19 de julio | 16:00   |         |         |         |         |
|                          | Deportes Vallenar          | 1 - 0     | Juventud Salvador      |         | Municipal de Vallenar        | 19 de julio | 17:00   |         |         |         |         |
|                          | Independiente              | 3 - 1     | Real San Joaquín       |         | Fiscal Manuel Moya           | 29 de julio | 16:00   |         |         |         |         |
| Libre: General Velásquez |                            |           |                        |         |                              |             |         |         |         |         |         |

| Fecha 10                | Fecha 10                   | Fecha 10  | Fecha 10          | Fecha 10 | Fecha 10                                | Fecha 10    | Fecha 10 | Fecha 10 | Fecha 10 | Fecha 10 | Fecha 10 |
|                         | Local                      | Resultado | Visitante         |          | Estadio                                 | Fecha       | Hora     |          |          |          |          |
| ----------------------- | -------------------------- | --------- | ----------------- | -------- | --------------------------------------- | ----------- | -------- | -------- | -------- | -------- | -------- |
|                         | Lautaro de Buin            | 0 - 1     | Deportes Vallenar |          | Deportivo Lautaro                       | 25 de julio | 15:30    |          |          |          |          |
|                         | Provincial Marga Marga     | 0 - 1     | Deportes Rengo    |          | Municipal Villa Olímpica                | 25 de julio | 16:00    |          |          |          |          |
|                         | Deportivo Estación Central | 7 - 2     | Tomás Greig FC    |          | Real Aeropuerto                         | 25 de julio | 20:00    |          |          |          |          |
|                         | Unión Casablanca           | 0 - 2     | Independiente     |          | Municipal Arturo Echazarreta            | 26 de julio | 16:00    |          |          |          |          |
|                         | Provincial Talagante       | 1 - 1     | Deportes Limache  |          | Municipal Lucas Pacheco                 | 26 de julio | 16:00    |          |          |          |          |
|                         | General Velásquez          | 2 - 2     | Chimbarongo FC    |          | Municipal de San Vicente de Tagua Tagua | 26 de julio | 17:00    |          |          |          |          |
|                         | Juventud Salvador          | 0 - 1     | Gasparín FC       |          | Cardenal Caro                           | 26 de julio | 19:30    |          |          |          |          |
| Libre: Real San Joaquín |                            |           |                   |          |                                         |             |          |          |          |          |          |

| Fecha 11                | Fecha 11          | Fecha 11  | Fecha 11                   | Fecha 11 | Fecha 11                     | Fecha 11    | Fecha 11 | Fecha 11 | Fecha 11 | Fecha 11 | Fecha 11 |
|                         | Local             | Resultado | Visitante                  |          | Estadio                      | Fecha       | Hora     |          |          |          |          |
| ----------------------- | ----------------- | --------- | -------------------------- | -------- | ---------------------------- | ----------- | -------- | -------- | -------- | -------- | -------- |
|                         | Deportes Rengo    | 1 - 0     | Provincial Talagante       |          | Guillermo Guzmán             | 1 de agosto | 16:00    |          |          |          |          |
|                         | Chimbarongo FC    | 1 - 1     | Real San Joaquín           |          | Municipal de Chimbarongo     | 1 de agosto | 16:15    |          |          |          |          |
|                         | Independiente     | 3 - 1     | Deportivo Estación Central |          | Fiscal Manuel Moya           | 1 de agosto | 17:00    |          |          |          |          |
|                         | Deportes Vallenar | 2 - 0     | General Velásquez          |          | Municipal de Vallenar        | 1 de agosto | 18:00    |          |          |          |          |
|                         | Deportes Limache  | 3 - 0     | Juventud Salvador          |          | Ángel Navarrete Candia       | 1 de agosto | 18:00    |          |          |          |          |
|                         | Tomás Greig FC    | 9 - 3     | Provincial Marga Marga     |          | Municipal Guillermo Saavedra | 2 de agosto | 18:00    |          |          |          |          |
|                         | Gasparín FC       | 3 - 3     | Lautaro de Buin            |          | Municipal Lo Blanco          | 5 de agosto | 12:00    |          |          |          |          |
| Libre: Unión Casablanca |                   |           |                            |          |                              |             |          |          |          |          |          |

| Fecha 12                          | Fecha 12               | Fecha 12  | Fecha 12             | Fecha 12 | Fecha 12                                | Fecha 12     | Fecha 12 | Fecha 12 | Fecha 12 | Fecha 12 | Fecha 12 |
|                                   | Local                  | Resultado | Visitante            |          | Estadio                                 | Fecha        | Hora     |          |          |          |          |
| --------------------------------- | ---------------------- | --------- | -------------------- | -------- | --------------------------------------- | ------------ | -------- | -------- | -------- | -------- | -------- |
|                                   | Provincial Marga Marga | 0 - 2     | Provincial Talagante |          | Atlético de Con-Con                     | 15 de agosto | 14:00    |          |          |          |          |
|                                   | Lautaro de Buin        | 2 - 1     | Deportes Limache     |          | Municipal de Buin                       | 15 de agosto | 15:30    |          |          |          |          |
|                                   | General Velásquez      | 0 - 1     | Gasparín FC          |          | Municipal de San Vicente de Tagua Tagua | 15 de agosto | 17:00    |          |          |          |          |
|                                   | Tomás Greig FC         | 3 - 2     | Independiente        |          | Municipal Guillermo Saavedra            | 15 de agosto | 18:00    |          |          |          |          |
|                                   | Juventud Salvador      | 0 - 1     | Deportes Rengo       |          | Cardenal Caro                           | 15 de agosto | 20:30    |          |          |          |          |
|                                   | Unión Casablanca       | 1 - 3     | Chimbarongo FC       |          | Municipal Arturo Echazarreta            | 16 de agosto | 16:00    |          |          |          |          |
|                                   | Real San Joaquín       | 1 - 1     | Deportes Vallenar    |          | Municipal de Peñalolén                  | 16 de agosto | 17:30    |          |          |          |          |
| Libre: Deportivo Estación Central |                        |           |                      |          |                                         |              |          |          |          |          |          |

| Fecha 13              | Fecha 13             | Fecha 13  | Fecha 13                   | Fecha 13 | Fecha 13                   | Fecha 13     | Fecha 13 | Fecha 13 | Fecha 13 | Fecha 13 | Fecha 13 |
|                       | Local                | Resultado | Visitante                  |          | Estadio                    | Fecha        | Hora     |          |          |          |          |
| --------------------- | -------------------- | --------- | -------------------------- | -------- | -------------------------- | ------------ | -------- | -------- | -------- | -------- | -------- |
|                       | Chimbarongo FC       | 2 - 2     | Deportivo Estación Central |          | Municipal de Chimbarongo   | 22 de agosto | 16:00    |          |          |          |          |
|                       | Deportes Rengo       | 0 - 1     | Lautaro de Buin            |          | Municipal Guillermo Guzmán | 22 de agosto | 16:00    |          |          |          |          |
|                       | Deportes Limache     | 1 - 1     | General Velásquez          |          | Ángel Navarrete Candia     | 22 de agosto | 17:15    |          |          |          |          |
|                       | Independiente        | 8 - 2     | Provincial Marga Marga     |          | Fiscal Manuel Moya         | 22 de agosto | 17:30    |          |          |          |          |
|                       | Deportes Vallenar    | 4 - 2     | Unión Casablanca           |          | Municipal de Vallenar      | 22 de agosto | 18:00    |          |          |          |          |
|                       | Gasparín FC          | 1 - 4     | Real San Joaquín           |          | Municipal Lo Blanco        | 23 de agosto | 16:00    |          |          |          |          |
|                       | Provincial Talagante | 0 - 1     | Juventud Salvador          |          | Municipal Lucas Pacheco    | 23 de agosto | 17:30    |          |          |          |          |
| Libre: Tomás Greig FC |                      |           |                            |          |                            |              |          |          |          |          |          |

| Fecha 14             | Fecha 14                   | Fecha 14  | Fecha 14             | Fecha 14 | Fecha 14                                | Fecha 14     | Fecha 14 | Fecha 14 | Fecha 14 | Fecha 14 | Fecha 14 |
|                      | Local                      | Resultado | Visitante            |          | Estadio                                 | Fecha        | Hora     |          |          |          |          |
| -------------------- | -------------------------- | --------- | -------------------- | -------- | --------------------------------------- | ------------ | -------- | -------- | -------- | -------- | -------- |
|                      | Real San Joaquín           | 3 - 0     | Deportes Limache     |          | Municipal de Peñalolén                  | 29 de agosto | 15:30    |          |          |          |          |
|                      | Provincial Marga Marga     | 2 - 2     | Juventud Salvador    |          | Municipal Villa Olímpica                | 29 de agosto | 16:00    |          |          |          |          |
|                      | Unión Casablanca           | 2 - 4     | Gasparín FC          |          | Municipal Arturo Echazarreta            | 29 de agosto | 19:00    |          |          |          |          |
|                      | Deportivo Estación Central | 2 - 1     | Deportes Vallenar    |          | Real Aeropuerto                         | 29 de agosto | 20:00    |          |          |          |          |
|                      | Lautaro de Buin            | 2 - 2     | Provincial Talagante |          | Municipal de Buin                       | 30 de agosto | 15:30    |          |          |          |          |
|                      | General Velásquez          | 1 - 1     | Deportes Rengo       |          | Municipal de San Vicente de Tagua Tagua | 30 de agosto | 17:00    |          |          |          |          |
|                      | Tomás Greig FC             | 5 - 0     | Chimbarongo FC       |          | Municipal Guillermo Saavedra            | 30 de agosto | 18:00    |          |          |          |          |
| Libre: Independiente |                            |           |                      |          |                                         |              |          |          |          |          |          |

| Fecha 15                      | Fecha 15             | Fecha 15  | Fecha 15                   | Fecha 15 | Fecha 15                   | Fecha 15        | Fecha 15 | Fecha 15 | Fecha 15 | Fecha 15 | Fecha 15 |
|                               | Local                | Resultado | Visitante                  |          | Estadio                    | Fecha           | Hora     |          |          |          |          |
| ----------------------------- | -------------------- | --------- | -------------------------- | -------- | -------------------------- | --------------- | -------- | -------- | -------- | -------- | -------- |
|                               | Deportes Limache     | 2 - 1     | Unión Casablanca           |          | Ángel Navarrete Candia     | 5 de septiembre | 17:30    |          |          |          |          |
|                               | Juventud Salvador    | 0 - 1     | Lautaro de Buin            |          | Cardenal Caro              | 5 de septiembre | 18:00    |          |          |          |          |
|                               | Provincial Talagante | 0 - 0     | General Velásquez          |          | Municipal Lucas Pacheco    | 5 de septiembre | 19:30    |          |          |          |          |
|                               | Deportes Rengo       | 1 - 1     | Real San Joaquín           |          | Municipal Guillermo Guzmán | 5 de septiembre | 20:30    |          |          |          |          |
|                               | Chimbarongo FC       | 2 - 3     | Independiente              |          | Municipal de Chimbarongo   | 6 de septiembre | 12:00    |          |          |          |          |
|                               | Gasparín FC          | 0 - 1     | Deportivo Estación Central |          | Municipal Lo Blanco        | 6 de septiembre | 16:00    |          |          |          |          |
|                               | Deportes Vallenar    | 1 - 3     | Tomás Greig FC             |          | Municipal de Vallenar      | 6 de septiembre | 16:30    |          |          |          |          |
| Libre: Provincial Marga Marga |                      |           |                            |          |                            |                 |          |          |          |          |          |

### Segunda Rueda
| Fecha 16              | Fecha 16               | Fecha 16  | Fecha 16                   | Fecha 16 | Fecha 16                     | Fecha 16         | Fecha 16 | Fecha 16 | Fecha 16 | Fecha 16 | Fecha 16 |
|                       | Local                  | Resultado | Visitante                  |          | Estadio                      | Fecha            | Hora     |          |          |          |          |
| --------------------- | ---------------------- | --------- | -------------------------- | -------- | ---------------------------- | ---------------- | -------- | -------- | -------- | -------- | -------- |
|                       | Provincial Marga Marga | 0 - 3     | Lautaro de Buin            |          | Municipal Villa Olímpica     | 12 de septiembre | 16:00    |          |          |          |          |
|                       | Deportes Limache       | 0 - 0     | Deportivo Estación Central |          | Ángel Navarrete Candia       | 12 de septiembre | 17:15    |          |          |          |          |
|                       | Juventud Salvador      | 4 - 1     | General Velásquez          |          | Cardenal Caro                | 12 de septiembre | 18:00    |          |          |          |          |
|                       | Deportes Vallenar      | 1 - 0     | Independiente              |          | Municipal de Vallenar        | 12 de septiembre | 19:30    |          |          |          |          |
|                       | Provincial Talagante   | 0 - 2     | Real San Joaquín           |          | Municipal Lucas Pacheco Toro | 12 de septiembre | 19:30    |          |          |          |          |
|                       | Deportes Rengo         | 0 - 0     | Unión Casablanca           |          | Municipal Guillermo Guzmán   | 12 de septiembre | 20:00    |          |          |          |          |
|                       | Gasparín FC            | 1 - 3     | Tomás Greig FC             |          | Municipal Lo Blanco          | 13 de septiembre | 16:30    |          |          |          |          |
| Libre: Chimbarongo FC |                        |           |                            |          |                              |                  |          |          |          |          |          |

| Fecha 17                 | Fecha 17                   | Fecha 17  | Fecha 17               | Fecha 17 | Fecha 17                                | Fecha 17         | Fecha 17 | Fecha 17 | Fecha 17 | Fecha 17 | Fecha 17 |
|                          | Local                      | Resultado | Visitante              |          | Estadio                                 | Fecha            | Hora     |          |          |          |          |
| ------------------------ | -------------------------- | --------- | ---------------------- | -------- | --------------------------------------- | ---------------- | -------- | -------- | -------- | -------- | -------- |
|                          | Chimbarongo FC             | 2 - 1     | Provincial Marga Marga |          | Municipal de Chimbarongo                | 26 de septiembre | 16:00    |          |          |          |          |
|                          | Independiente              | 1 - 0     | Gasparín FC            |          | Fiscal Manuel Moya                      | 26 de septiembre | 17:30    |          |          |          |          |
|                          | Unión Casablanca           | 3 - 0     | Provincial Talagante   |          | Municipal Arturo Echazarreta            | 26 de septiembre | 19:00    |          |          |          |          |
|                          | Deportivo Estación Central | 2 - 2     | Deportes Rengo         |          | Real Aeropuerto                         | 26 de septiembre | 20:00    |          |          |          |          |
|                          | Real San Joaquín           | 5 - 2     | Juventud Salvador      |          | Municipal de Peñalolén                  | 27 de septiembre | 17:00    |          |          |          |          |
|                          | General Velásquez          | 1 - 0     | Lautaro de Buin        |          | Municipal de San Vicente de Tagua Tagua | 27 de septiembre | 17:30    |          |          |          |          |
|                          | Tomás Greig FC             | 2 - 0     | Deportes Limache       |          | Municipal Guillermo Saavedra            | 27 de septiembre | 18:00    |          |          |          |          |
| Libre: Deportes Vallenar |                            |           |                        |          |                                         |                  |          |          |          |          |          |

| Fecha 18           | Fecha 18               | Fecha 18  | Fecha 18                   | Fecha 18 | Fecha 18                     | Fecha 18     | Fecha 18 | Fecha 18 | Fecha 18 | Fecha 18 | Fecha 18 |
|                    | Local                  | Resultado | Visitante                  |          | Estadio                      | Fecha        | Hora     |          |          |          |          |
| ------------------ | ---------------------- | --------- | -------------------------- | -------- | ---------------------------- | ------------ | -------- | -------- | -------- | -------- | -------- |
|                    | Provincial Marga Marga | 2 - 4     | General Velásquez          |          | Municipal Villa Olímpica     | 3 de octubre | 16:00    |          |          |          |          |
|                    | Deportes Limache       | 1 - 3     | Independiente              |          | Ángel Navarrete Candia       | 3 de octubre | 17:30    |          |          |          |          |
|                    | Juventud Salvador      | 0 - 0     | Unión Casablanca           |          | Cardenal Caro                | 3 de octubre | 19:00    |          |          |          |          |
|                    | Lautaro de Buin        | 1 - 0     | Real San Joaquín           |          | Deportivo Lautaro            | 3 de octubre | 19:00    |          |          |          |          |
|                    | Deportes Vallenar      | 2 - 2     | Chimbarongo FC             |          | Municipal de Vallenar        | 3 de octubre | 19:30    |          |          |          |          |
|                    | Deportes Rengo         | 2 - 2     | Tomás Greig FC             |          | Municipal Guillermo Guzmán   | 3 de octubre | 20:00    |          |          |          |          |
|                    | Provincial Talagante   | 1 - 1     | Deportivo Estación Central |          | Municipal Lucas Pacheco Toro | 4 de octubre | 18:00    |          |          |          |          |
| Libre: Gasparín FC |                        |           |                            |          |                              |              |          |          |          |          |          |

| Fecha 19                | Fecha 19                   | Fecha 19  | Fecha 19               | Fecha 19 | Fecha 19                     | Fecha 19      | Fecha 19 | Fecha 19 | Fecha 19 | Fecha 19 | Fecha 19 |
|                         | Local                      | Resultado | Visitante              |          | Estadio                      | Fecha         | Hora     |          |          |          |          |
| ----------------------- | -------------------------- | --------- | ---------------------- | -------- | ---------------------------- | ------------- | -------- | -------- | -------- | -------- | -------- |
|                         | Chimbarongo FC             | 3 - 0     | Gasparín FC            |          | Municipal de Chimbarongo     | 10 de octubre | 19:00    |          |          |          |          |
|                         | Unión Casablanca           | 1 - 3     | Lautaro de Buin        |          | Municipal Arturo Echazarreta | 10 de octubre | 19:00    |          |          |          |          |
|                         | Deportes Vallenar          | 4 - 0     | Provincial Marga Marga |          | Municipal de Vallenar        | 10 de octubre | 19:30    |          |          |          |          |
|                         | Deportivo Estación Central | 3 - 1     | Juventud Salvador      |          | Real Aeropuerto              | 10 de octubre | 20:00    |          |          |          |          |
|                         | Real San Joaquín           | 0 - 2     | General Velásquez      |          | Municipal de Peñalolén       | 11 de octubre | 17:00    |          |          |          |          |
|                         | Independiente              | 2 - 1     | Deportes Rengo         |          | Fiscal Manuel Moya           | 11 de octubre | 17:00    |          |          |          |          |
|                         | Tomás Greig FC             | 1 - 0     | Provincial Talagante   |          | Municipal Guillermo Saavedra | 11 de octubre | 18:00    |          |          |          |          |
| Libre: Deportes Limache |                            |           |                        |          |                              |               |          |          |          |          |          |

| Fecha 20              | Fecha 20               | Fecha 20  | Fecha 20                   | Fecha 20 | Fecha 20                                | Fecha 20      | Fecha 20 | Fecha 20 | Fecha 20 | Fecha 20 | Fecha 20 |
|                       | Local                  | Resultado | Visitante                  |          | Estadio                                 | Fecha         | Hora     |          |          |          |          |
| --------------------- | ---------------------- | --------- | -------------------------- | -------- | --------------------------------------- | ------------- | -------- | -------- | -------- | -------- | -------- |
|                       | Provincial Talagante   | 0 - 2     | Independiente              |          | Municipal Lucas Pacheco Toro            | 17 de octubre | 12:00    |          |          |          |          |
|                       | Provincial Marga Marga | 1 - 5     | Real San Joaquín           |          | Municipal Villa Olímpica                | 17 de octubre | 16:00    |          |          |          |          |
|                       | General Velásquez      | 4 - 2     | Unión Casablanca           |          | Municipal de San Vicente de Tagua Tagua | 17 de octubre | 18:00    |          |          |          |          |
|                       | Deportes Limache       | 1 - 3     | Chimbarongo FC             |          | Ángel Navarrete Candia                  | 17 de octubre | 18:00    |          |          |          |          |
|                       | Lautaro de Buin        | 0 - 1     | Deportivo Estación Central |          | Deportivo Lautaro                       | 17 de octubre | 20:30    |          |          |          |          |
|                       | Gasparín FC            | 0 - 3     | Deportes Vallenar          |          | Municipal Lo Blanco                     | 18 de octubre | 17:00    |          |          |          |          |
|                       | Juventud Salvador      | 2 - 3     | Tomás Greig FC             |          | Cardenal Caro                           | 18 de octubre | 19:30    |          |          |          |          |
| Libre: Deportes Rengo |                        |           |                            |          |                                         |               |          |          |          |          |          |

| Fecha 21                    | Fecha 21                   | Fecha 21  | Fecha 21               | Fecha 21 | Fecha 21                     | Fecha 21      | Fecha 21 | Fecha 21 | Fecha 21 | Fecha 21 | Fecha 21 |
|                             | Local                      | Resultado | Visitante              |          | Estadio                      | Fecha         | Hora     |          |          |          |          |
| --------------------------- | -------------------------- | --------- | ---------------------- | -------- | ---------------------------- | ------------- | -------- | -------- | -------- | -------- | -------- |
|                             | Chimbarongo FC             | 0 - 2     | Deportes Rengo         |          | Municipal de Chimbarongo     | 24 de octubre | 19:00    |          |          |          |          |
|                             | Deportes Vallenar          | 1 - 0     | Deportes Limache       |          | Municipal de Vallenar        | 24 de octubre | 20:00    |          |          |          |          |
|                             | Deportivo Estación Central | 1 - 2     | General Velásquez      |          | Real Aeropuerto              | 24 de octubre | 20:00    |          |          |          |          |
|                             | Gasparín FC                | 3 - 1     | Provincial Marga Marga |          | Municipal Lo Blanco          | 25 de octubre | 17:00    |          |          |          |          |
|                             | Independiente              | 3 - 3     | Juventud Salvador      |          | Fiscal Manuel Moya           | 25 de octubre | 18:00    |          |          |          |          |
|                             | Tomás Greig FC             | 4 - 2     | Lautaro de Buin        |          | Municipal Guillermo Guzmán   | 25 de octubre | 18:00    |          |          |          |          |
|                             | Unión Casablanca           | 0 - 3     | Real San Joaquín       |          | Municipal Arturo Echazarreta | 25 de octubre | 18:00    |          |          |          |          |
| Libre: Provincial Talagante |                            |           |                        |          |                              |               |          |          |          |          |          |

| Fecha 22                 | Fecha 22               | Fecha 22  | Fecha 22                   | Fecha 22 | Fecha 22                                | Fecha 22       | Fecha 22 | Fecha 22 | Fecha 22 | Fecha 22 | Fecha 22 |
|                          | Local                  | Resultado | Visitante                  |          | Estadio                                 | Fecha          | Hora     |          |          |          |          |
| ------------------------ | ---------------------- | --------- | -------------------------- | -------- | --------------------------------------- | -------------- | -------- | -------- | -------- | -------- | -------- |
|                          | Lautaro de Buin        | 1 - 0     | Independiente              |          | Deportivo Lautaro                       | 31 de octubre  | 17:00    |          |          |          |          |
|                          | Deportes Rengo         | 4 - 3     | Deportes Vallenar          |          | Municipal Guillermo Guzmán              | 31 de octubre  | 18:00    |          |          |          |          |
|                          | Deportes Limache       | 0 - 4     | Gasparín FC                |          | Ángel Navarrete Candia                  | 31 de octubre  | 18:00    |          |          |          |          |
|                          | General Velásquez      | 0 - 2     | Tomás Greig FC             |          | Municipal de San Vicente de Tagua Tagua | 31 de octubre  | 20:00    |          |          |          |          |
|                          | Provincial Marga Marga | 1 - 3     | Unión Casablanca           |          | Atlético Municipal de Concón            | 1 de noviembre | 12:30    |          |          |          |          |
|                          | Provincial Talagante   | 3 - 2     | Chimbarongo FC             |          | Municipal Lucas Pacheco Toro            | 1 de noviembre | 16:00    |          |          |          |          |
|                          | Real San Joaquín       | 0 - 0     | Deportivo Estación Central |          | Municipal de Peñalolén                  | 1 de noviembre | 18:00    |          |          |          |          |
| Libre: Juventud Salvador |                        |           |                            |          |                                         |                |          |          |          |          |          |

| Fecha 23               | Fecha 23                   | Fecha 23  | Fecha 23               | Fecha 23 | Fecha 23                     | Fecha 23       | Fecha 23 | Fecha 23 | Fecha 23 | Fecha 23 | Fecha 23 |
|                        | Local                      | Resultado | Visitante              |          | Estadio                      | Fecha          | Hora     |          |          |          |          |
| ---------------------- | -------------------------- | --------- | ---------------------- | -------- | ---------------------------- | -------------- | -------- | -------- | -------- | -------- | -------- |
|                        | Independiente              | 2 - 1     | General Velásquez      |          | Fiscal Manuel Moya           | 7 de noviembre | 18:00    |          |          |          |          |
|                        | Deportes Limache           | 1 - 1     | Provincial Marga Marga |          | Municipal Arturo Echazarreta | 7 de noviembre | 18:00    |          |          |          |          |
|                        | Chimbarongo FC             | 1 - 0     | Juventud Salvador      |          | Municipal de Chimbarongo     | 7 de noviembre | 19:00    |          |          |          |          |
|                        | Deportes Vallenar          | 4 - 1     | Provincial Talagante   |          | Municipal de Vallenar        | 7 de noviembre | 20:00    |          |          |          |          |
|                        | Deportivo Estación Central | 5 - 1     | Unión Casablanca       |          | Real Aeropuerto              | 7 de noviembre | 20:00    |          |          |          |          |
|                        | Gasparín FC                | 1 - 3     | Deportes Rengo         |          | Municipal Lo Blanco          | 8 de noviembre | 17:30    |          |          |          |          |
|                        | Tomás Greig FC             | 2 - 2     | Real San Joaquín       |          | Municipal Patricio Mekis     | 8 de noviembre | 18:00    |          |          |          |          |
| Libre: Lautaro de Buin |                            |           |                        |          |                              |                |          |          |          |          |          |

| Fecha 24                 | Fecha 24               | Fecha 24  | Fecha 24                   | Fecha 24 | Fecha 24                     | Fecha 24        | Fecha 24 | Fecha 24 | Fecha 24 | Fecha 24 | Fecha 24 |
|                          | Local                  | Resultado | Visitante                  |          | Estadio                      | Fecha           | Hora     |          |          |          |          |
| ------------------------ | ---------------------- | --------- | -------------------------- | -------- | ---------------------------- | --------------- | -------- | -------- | -------- | -------- | -------- |
|                          | Lautaro de Buin        | 3 - 1     | Chimbarongo FC             |          | Deportivo Lautaro            | 14 de noviembre | 17:00    |          |          |          |          |
|                          | Unión Casablanca       | 2 - 6     | Tomás Greig FC             |          | Municipal Arturo Echazarreta | 14 de noviembre | 19:00    |          |          |          |          |
|                          | Juventud Salvador      | 1 - 3     | Deportes Vallenar          |          | Cardenal Caro                | 14 de noviembre | 20:00    |          |          |          |          |
|                          | Provincial Marga Marga | 0 - 3     | Deportivo Estación Central |          | Municipal Villa Olímpica     | 15 de noviembre | 12:00    |          |          |          |          |
|                          | Provincial Talagante   | 0 - 2     | Gasparín FC                |          | Municipal Lucas Pacheco Toro | 15 de noviembre | 16:00    |          |          |          |          |
|                          | Real San Joaquín       | 2 - 1     | Independiente              |          | Municipal de Peñalolén       | 15 de noviembre | 18:30    |          |          |          |          |
|                          | Deportes Rengo         | 3 - 3     | Deportes Limache           |          | Municipal Guillermo Guzmán   | 15 de noviembre | 19:00    |          |          |          |          |
| Libre: General Velásquez |                        |           |                            |          |                              |                 |          |          |          |          |          |

| Fecha 25                | Fecha 25          | Fecha 25  | Fecha 25                   | Fecha 25 | Fecha 25                   | Fecha 25        | Fecha 25 | Fecha 25 | Fecha 25 | Fecha 25 | Fecha 25 |
|                         | Local             | Resultado | Visitante                  |          | Estadio                    | Fecha           | Hora     |          |          |          |          |
| ----------------------- | ----------------- | --------- | -------------------------- | -------- | -------------------------- | --------------- | -------- | -------- | -------- | -------- | -------- |
|                         | Deportes Limache  | 0 - 0     | Provincial Talagante       |          | Ángel Navarrete Candia     | 21 de noviembre | 18:00    |          |          |          |          |
|                         | Chimbarongo FC    | 0 - 0     | General Velásquez          |          | Municipal de Chimbarongo   | 21 de noviembre | 19:00    |          |          |          |          |
|                         | Deportes Rengo    | 3 - 0     | Provincial Marga Marga     |          | Municipal Guillermo Guzmán | 21 de noviembre | 19:30    |          |          |          |          |
|                         | Deportes Vallenar | 4 - 1     | Lautaro de Buin            |          | Municipal de Vallenar      | 21 de noviembre | 20:00    |          |          |          |          |
|                         | Gasparín FC       | 2 - 1     | Juventud Salvador          |          | Municipal Lo Blanco        | 22 de noviembre | 17:30    |          |          |          |          |
|                         | Independiente     | 3 - 0     | Unión Casablanca           |          | Fiscal Manuel Moya         | 22 de noviembre | 18:00    |          |          |          |          |
|                         | Tomás Greig FC    | 4 - 2     | Deportivo Estación Central |          | ANFA Nororiente            | 22 de noviembre | 18:00    |          |          |          |          |
| Libre: Real San Joaquín |                   |           |                            |          |                            |                 |          |          |          |          |          |

| Fecha 26                | Fecha 26                   | Fecha 26  | Fecha 26          | Fecha 26 | Fecha 26                                | Fecha 26        | Fecha 26 | Fecha 26 | Fecha 26 | Fecha 26 | Fecha 26 |
|                         | Local                      | Resultado | Visitante         |          | Estadio                                 | Fecha           | Hora     |          |          |          |          |
| ----------------------- | -------------------------- | --------- | ----------------- | -------- | --------------------------------------- | --------------- | -------- | -------- | -------- | -------- | -------- |
|                         | Provincial Marga Marga     | 0 - 3     | Tomás Greig FC    |          | Municipal Villa Olímpica                | 28 de noviembre | 16:00    |          |          |          |          |
|                         | Lautaro de Buin            | 0 - 2     | Gasparín FC       |          | Deportivo Lautaro                       | 28 de noviembre | 18:00    |          |          |          |          |
|                         | General Velásquez          | 0 - 1     | Deportes Vallenar |          | Municipal de San Vicente de Tagua Tagua | 28 de noviembre | 19:00    |          |          |          |          |
|                         | Deportivo Estación Central | 1 - 2     | Independiente     |          | Real Aeropuerto                         | 28 de noviembre | 20:00    |          |          |          |          |
|                         | Juventud Salvador          | 4 - 0     | Deportes Limache  |          | Cardenal Caro                           | 28 de noviembre | 20:30    |          |          |          |          |
|                         | Provincial Talagante       | 0 - 3     | Deportes Rengo    |          | Municipal Lucas Pacheco Toro            | 29 de noviembre | 16:00    |          |          |          |          |
|                         | Real San Joaquín           | 4 - 1     | Chimbarongo FC    |          | Municipal de Peñalolén                  | 29 de noviembre | 19:00    |          |          |          |          |
| Libre: Unión Casablanca |                            |           |                   |          |                                         |                 |          |          |          |          |          |

| Fecha 27                          | Fecha 27             | Fecha 27  | Fecha 27               | Fecha 27 | Fecha 27                     | Fecha 27       | Fecha 27 | Fecha 27 | Fecha 27 | Fecha 27 | Fecha 27 |
|                                   | Local                | Resultado | Visitante              |          | Estadio                      | Fecha          | Hora     |          |          |          |          |
| --------------------------------- | -------------------- | --------- | ---------------------- | -------- | ---------------------------- | -------------- | -------- | -------- | -------- | -------- | -------- |
|                                   | Deportes Rengo       | 4 - 0     | Juventud Salvador      |          | Municipal Guillermo Guzmán   | 5 de diciembre | 18:00    |          |          |          |          |
|                                   | Deportes Limache     | 1 - 0     | Lautaro de Buin        |          | Ángel Navarrete Candia       | 5 de diciembre | 18:00    |          |          |          |          |
|                                   | Chimbarongo FC       | 3 - 1     | Unión Casablanca       |          | Municipal de Chimbarongo     | 5 de diciembre | 19:00    |          |          |          |          |
|                                   | Deportes Vallenar    | 2 - 1     | Real San Joaquín       |          | Municipal de Vallenar        | 5 de diciembre | 20:00    |          |          |          |          |
|                                   | Provincial Talagante | 2 - 0     | Provincial Marga Marga |          | Municipal Lucas Pacheco Toro | 6 de diciembre | 12:00    |          |          |          |          |
|                                   | Gasparín FC          | 2 - 2     | General Velásquez      |          | Municipal Lo Blanco          | 6 de diciembre | 18:00    |          |          |          |          |
|                                   | Independiente        | 1 - 0     | Tomás Greig FC         |          | Fiscal Manuel Moya           | 6 de diciembre | 19:00    |          |          |          |          |
| Libre: Deportivo Estación Central |                      |           |                        |          |                              |                |          |          |          |          |          |

| Fecha 28              | Fecha 28                   | Fecha 28  | Fecha 28             | Fecha 28 | Fecha 28                                | Fecha 28        | Fecha 28 | Fecha 28 | Fecha 28 | Fecha 28 | Fecha 28 |
|                       | Local                      | Resultado | Visitante            |          | Estadio                                 | Fecha           | Hora     |          |          |          |          |
| --------------------- | -------------------------- | --------- | -------------------- | -------- | --------------------------------------- | --------------- | -------- | -------- | -------- | -------- | -------- |
|                       | Real San Joaquín           | 4 - 1     | Gasparín FC          |          | Municipal de Peñalolén                  | 8 de diciembre  | 18:30    |          |          |          |          |
|                       | Juventud Salvador          | 4 - 1     | Provincial Talagante |          | Cardenal Caro                           | 8 de diciembre  | 18:30    |          |          |          |          |
|                       | Provincial Marga Marga     | 0 - 4     | Independiente        |          | Municipal Villa Olímpica                | 9 de diciembre  | 12:00    |          |          |          |          |
|                       | Unión Casablanca           | 1 - 1     | Deportes Vallenar    |          | Municipal Arturo Echazarreta            | 9 de diciembre  | 19:00    |          |          |          |          |
|                       | Lautaro de Buin            | 2 - 1     | Deportes Rengo       |          | Deportivo Lautaro                       | 9 de diciembre  | 20:00    |          |          |          |          |
|                       | Deportivo Estación Central | 1 - 1     | Chimbarongo FC       |          | Real Aeropuerto                         | 9 de diciembre  | 20:30    |          |          |          |          |
|                       | General Velásquez          | 1 - 0     | Deportes Limache     |          | Municipal de San Vicente de Tagua Tagua | 16 de diciembre | 20:00    |          |          |          |          |
| Libre: Tomás Greig FC |                            |           |                      |          |                                         |                 |          |          |          |          |          |

| Fecha 29             | Fecha 29             | Fecha 29  | Fecha 29                   | Fecha 29 | Fecha 29                     | Fecha 29        | Fecha 29 | Fecha 29 | Fecha 29 | Fecha 29 | Fecha 29 |
|                      | Local                | Resultado | Visitante                  |          | Estadio                      | Fecha           | Hora     |          |          |          |          |
| -------------------- | -------------------- | --------- | -------------------------- | -------- | ---------------------------- | --------------- | -------- | -------- | -------- | -------- | -------- |
|                      | Juventud Salvador    | 5 - 0     | Provincial Marga Marga     |          | Cardenal Caro                | 12 de diciembre | 18:30    |          |          |          |          |
|                      | Deportes Rengo       | 2 - 2     | General Velásquez          |          | Municipal Guillermo Guzmán   | 12 de diciembre | 19:00    |          |          |          |          |
|                      | Deportes Limache     | 1 - 3     | Real San Joaquín           |          | Gustavo Ocaranza             | 12 de diciembre | 19:00    |          |          |          |          |
|                      | Deportes Vallenar    | 2 - 0     | Deportivo Estación Central |          | Municipal de Vallenar        | 12 de diciembre | 19:00    |          |          |          |          |
|                      | Chimbarongo FC       | 1 - 2     | Tomás Greig FC             |          | Municipal de Chimbarongo     | 12 de diciembre | 19:00    |          |          |          |          |
|                      | Provincial Talagante | 1 - 3     | Lautaro de Buin            |          | Municipal Lucas Pacheco Toro | 13 de diciembre | 18:00    |          |          |          |          |
|                      | Gasparín FC          | 5 - 1     | Unión Casablanca           |          | Municipal Lo Blanco          | 13 de diciembre | 18:00    |          |          |          |          |
| Libre: Independiente |                      |           |                            |          |                              |                 |          |          |          |          |          |

| Fecha 30                      | Fecha 30                   | Fecha 30  | Fecha 30             | Fecha 30 | Fecha 30                                | Fecha 30        | Fecha 30 | Fecha 30 | Fecha 30 | Fecha 30 | Fecha 30 |
|                               | Local                      | Resultado | Visitante            |          | Estadio                                 | Fecha           | Hora     |          |          |          |          |
| ----------------------------- | -------------------------- | --------- | -------------------- | -------- | --------------------------------------- | --------------- | -------- | -------- | -------- | -------- | -------- |
|                               | Unión Casablanca           | 1 - 0     | Deportes Limache     |          | Municipal Arturo Echazarreta            | 18 de diciembre | 18:00    |          |          |          |          |
|                               | Independiente              | 4 - 2     | Chimbarongo FC       |          | Fiscal Manuel Moya                      | 19 de diciembre | 18:00    |          |          |          |          |
|                               | Tomás Greig FC             | 3 - 2     | Deportes Vallenar    |          | ANFA Nororiente                         | 19 de diciembre | 18:00    |          |          |          |          |
|                               | Lautaro de Buin            | 3 - 1     | Juventud Salvador    |          | Deportivo Lautaro                       | 19 de diciembre | 19:00    |          |          |          |          |
|                               | Deportivo Estación Central | 1 - 2     | Gasparín FC          |          | Real Aeropuerto                         | 19 de diciembre | 20:00    |          |          |          |          |
|                               | Real San Joaquín           | 4 - 2     | Deportes Rengo       |          | Madeco                                  | 20 de diciembre | 18:00    |          |          |          |          |
|                               | General Velásquez          | 1 - 2     | Provincial Talagante |          | Municipal de San Vicente de Tagua Tagua | 20 de diciembre | 20:00    |          |          |          |          |
| Libre: Provincial Marga Marga |                            |           |                      |          |                                         |                 |          |          |          |          |          |

## Goleadores
Actualizado el 16 de diciembre de 2015.

| Jugador              | Equipo                     | Goles anotados |
| -------------------- | -------------------------- | -------------- |
| Cristopher Vásquez   | Tomás Greig FC             | 26             |
| Cristián Retamal     | Independiente de Cauquenes | 17             |
| Sebastián Jorquera   | Gasparín FC                | 16             |
| Sergio Arenas        | Independiente              | 15             |
| Javier Castillo      | Real San Joaquín           | 15             |
| Sebastián Quezada    | Lautaro de Buin            | 14             |
| Matías Zamora        | Provincial Marga Marga     | 14             |
| Roberto Abarca       | Tomás Greig FC             | 13             |
| Diego Carrasco       | Tomás Greig FC             | 13             |
| Juan Carlos Orellana | Deportes Rengo             | 12             |

|  | Máximo Goleador de la competencia. |
|  | No siguen en la competencia.       |